# HC Českobudějovičtí lvi
HC Českobudějovičtí lvi (celým názvem: Hockey Club Českobudějovičtí lvi) je český klub ledního hokeje, který sídlí v Českých Budějovicích v Jihočeském kraji. Jedná se o soukromý mládežnický klub Jaroslava Pouzara. Založen byl v roce 2016. Jaroslav Pouzar podrobnosti tohoto záměru zveřejnil v lednu 2012. Klubové barvy jsou oranžová, modrá, bílá a žlutá.
Své domácí zápasy odehrává v hokejovém centru Pouzar s kapacitou 300 diváků.

## Činnost klubu
Klub se zaměřuje především na práci s mládeží, která podle Pouzara není v Česku dobrá. Klub by měl zpřístupnit mládežnický hokej i talentům ze sociálně slabých rodin, které si nemohou dovolit platit běžné členské příspěvky.
Klub se nebude věnovat seniorskému hokeji.

## Stadion
Podle vypracovaného projektu byl v roce 2012 postaven nový stadion v lokalitě Čtyři Dvory.